# Xenoblade Chronicles 2: Torna – The Golden Country
Xenoblade Chronicles 2: Torna – The Golden Country, chamado no Japão de Xenoblade 2: Ōgon no Kuni Īra (ゼノブレイド２　黄金の国イーラ, Zenobureido Tsū Ōgon no Kuni Īra) é um conteúdo para download do jogo eletrônico Xenoblade Chronicles 2. Ele foi desenvolvido pela Monolith Soft e publicado pela Nintendo, sendo lançado exclusivamente para Nintendo Switch como expansão do título original em 14 de setembro de 2018 e depois como um jogo autônomo uma semana depois.

## Jogabilidade
Xenoblade Chronicles 2: Torna – The Golden Country, assim como títulos anteriores da série Xenoblade, é um RPG eletrônico de ação em que o jogador controla um grupo de até três personagens a partir de uma perspectiva em terceira pessoa. O título apresenta um sistema de combate novo que foi inspirado no sistema presente em Xenoblade Chronicles 2.

## Sinopse
A história se passa quinhentos anos antes dos eventos de Xenoblade Chronicles 2, sobre o antigo titã Torna, acompanhando personagens presentes no jogo original, como Jin, Mythra, Malos e Amalthus, além de apresentar novos como Lora e Addam.

## Desenvolvimento
A ideia de Torna – The Golden Country era uma de muitas histórias em potencial concebidas em 2015 como protótipos para o que viria a ser Xenoblade Chronicles 2. A desenvolvedora Monolith Soft acabou decidindo não mostrar esse protótipo para sua publicadora e proprietária Nintendo por achar que isto aumentaria em muito o orçamento e tempo de produção do jogo principal. Dessa forma, eles arquivaram o conceito e o guardaram dentro do computador do diretor executivo Tetsuya Takahashi. A ideia ressurgiu mais tarde e foi retrabalhada como uma expansão narrativa.
A expansão originalmente foi planejada para ocupar o espaço entre os capítulos sete e oito de Xenoblade Chronicles 2, porém a Monolith Soft acabou optando por separar os dois para que dessa forma pudessem melhor expandir a história e escala. Torna – The Golden Country possui um novo motor de jogo para renderização o que permite gráficos levemente superiores ao título original. Takahashi salientou especificamente a diferença da vegetação de Torna com a de Gormott.